# Hrabstwo Latah
Hrabstwo Latah (ang. Latah County) – hrabstwo w stanie Idaho w Stanach Zjednoczonych. Obszar całkowity hrabstwa obejmuje powierzchnię 1076,89 mil² (2789,13 km²). Według szacunków United States Census Bureau w roku 2009 miało 38 046 mieszkańców. Jego siedzibą administracyjną jest Moscow.
Hrabstwo powstało 14 maja 1888 r.

## Miejscowości
- Bovill
- Deary
- Genesee
- Juliaetta
- Kendrick
- Moscow
- Onaway
- Potlatch
- Princeton (CDP)
- Troy